# Ulfhednar
Ulfhednar war eine deutsch-polnische Reenactment-Gruppe, die in mehreren Dokumentarfilmen auftritt. Die Gruppe gab im Juli 2023 über die Facebookpräsenz bekannt, nicht mehr Teil der Reenactmentszene zu sein. Einige Mitglieder der Gruppe waren ebenfalls bei Pagan-Metal-Bands wie Menhir aktiv.
Die Gruppe hat nach 2000 das Bild der Frühgeschichte in den deutschen und internationalen Medien wesentlich mitgeprägt und wurde dabei auch von wesentlichen frühgeschichtlichen Institutionen und Museen unterstützt, so der Stiftung Preußischer Kulturbesitz.
2007 wurde erhebliche Kritik am häufigen Engagement der Gruppe durch archäologische Museen und Institutionen laut, unter anderem wegen übertriebenen und ahistorischen Wolfsangel und Hakenkreuzdarstellungen und einem so transportierten verzerrten Geschichtsbild. Zum Eklat kam es 2008 aufgrund eines Vorkommnisses bei einer Museums-Großveranstaltung in Paderborn, bei der eine strafbewehrte NS-Tätowierung eines Darstellers auffiel. Der Vorfall führte zu einer Vielzahl von Publikationen und einer fachwissenschaftlichen Kontroverse.

## Hintergrund
Die Gruppe besteht aus circa 30 Vollmitgliedern und kann für einzelne Produktionen bis zu 50 Personen mobilisieren. Die Mitglieder stammen aus Deutschland, Polen und Großbritannien. Sie haben sich auf die Darstellung von Kelten und Germanen spezialisiert, stellen aber auch Skythen und Slawen sowie Indianer dar. Alle Kostüme werden selbst hergestellt. Man bedient sich dabei nach Eigenaussage authentischer Quellen und rekonstruiert archäologische Funde. Die Gruppe tritt für staatliche Museen auf und gilt als Publikumsmagnet.
Neben ihrer Arbeit für Museen tritt die Gruppe auch im Fernsehen auf. Das erste größere Projekt war die Promotion für Bonifatius – Das Musical (2003/2004) und die Dokumentation Artus – der heilige Gral (2000). Danach folgte ein Videodreh für die Pagan-Metal-Band Týr. Nach einigen Produktionen für Regionalprogramme folgten 2003 eine Dokumentation namens Das magische Schwert für den Südwestfunk und Bonifatius –Tod im Morgengrauen für ZDF und Arte. Auch für den National Geographic, Welt der Wunder und Terra X trat die Gruppe auf. Zu den größten Produktionen zählt der Vierteiler Die Germanen, wie sie wirklich waren.
Aus dem Umfeld der Gruppe stammen die Pagan-Metal-Gruppen Menhir, Gernotshagen und Odroerir aus Thüringen. Ein führendes Mitglied von Ulfhednar steht auch einem regionalen Förderverein eines Freilichtmuseums in Ostdeutschland vor und bekennt sich zum Neopaganismus.

## Kontroversen um Geschichtsbild und Symbolik
2007 wurden kritische Stimmen gegenüber dem extensiven Einsatz von Ulfhednar und anderen Gruppen bei archäologischen Institutionen laut. Wulff E. Brebeck, Präsident des ICOM-Komitees für Gedenkstätten (IC Memo), hatte dazu eine Podiumsdiskussion zum Geschichtsbild der Gruppe initiiert und unter anderem Beziehungen zur Band Graveland kritisiert.

### Der Paderborner Eklat
Am 28. April 2008 trat Ulfhednar für das historische Museum Paderborn anlässlich der Ausstellung Eine Welt in Bewegung über die Merowinger auf. Nach dem Auftritt zog in der Mittagszeit einer der Darsteller sein Hemd aus und entblößte eine Tätowierung mit der verbotenen Parole der SS „Meine Ehre heißt Treue“. Zudem hatte er eine Erkennungsmarke im Stile von Wehrmacht oder SS um den Hals hängen. Die Gruppe rechtfertigte sich später damit, der Mann sei nur für einen Darsteller eingesprungen. Dennoch löste der Vorfall eine Debatte aus, in deren Verlauf auch die zahlreichen Swastiken auf den Schilden und der Kleidung der Gruppe hinterfragt wurden.
Albrecht Jockenhövel, Professor für Ur- und Frühgeschichte an der Westfälischen Wilhelms-Universität Münster, forderte seine Kollegen in einer „Mannheimer Erklärung“ auf, die Gruppe zu boykottieren. Am 29. Juni fand eine Podiumsdiskussion zum Thema statt, bei der Karl Banghard, Leiter des Freilichtmuseums Oerlinghausen, der Gruppe insgesamt vorwarf, ein verzerrtes Geschichtsbild zu transportieren. Auch weitere Forscher kritisierten die Gruppe scharf. Wilfried Menghin, ehemaliger Leiter des Berliner Museums für Vor- und Frühgeschichte, der die Gruppe 2004 engagierte, verteidigte dagegen die Verwendung.
Die Gruppe selbst stellte sich als Opfer einer Antifa-Verleumdungskampagne dar. In verschiedenen Stellungnahmen wurden unter anderem Lukas Berkel, Redakteur des ZDF-Kulturmagazins aspekte, Karl Banghard und den Autoren Christian Dornbusch, Ralf Hoppadietz, Jan Raabe und Andreas Speit Verbindungen zum linksextremem Lager unterstellt. Die Art und Weise der Verwendung von Hakenkreuzen wird als historisch korrekt verteidigt. Von rechtsextremer Ideologie distanzierte er sich und die Gruppe und drohte rechtliche Schritte gegen die Fernsehsendung an.
Arian Ziliox, der Gründer und Vorsitzende der Gruppe, distanzierte sich öffentlich von den Vorwürfen:

„Ich bin kein Nazi, kein Rechter, kein Rassist. Ich habe seriöse Aufklärungsarbeit geleistet, das wurde immer anerkannt, deswegen wurden wir gebucht. Und ich möchte mich nicht in diese Ecke stellen lassen.“

Die Gruppe wurde auch nach dem Vorfall bei archäologischen Instituten in Mainz und Berlin engagiert.

## Fachwissenschaftliche Betrachtung der verwendeten Symbolik
Die von Ulfhednar für ihre Hakenkreuzdarstellungen verwandten historischen Vorlagen sind deutlich kleiner und weichen von der bei der Gruppe umgesetzten Symbolen in wichtigen Details ab. So zeigte ein Schild des Chefs von Ulfhednar Polen ein großes Hakenkreuz. Nun war das Symbol etwa bei den Merowingern bei kleineren Kleidungsaccessoires durchaus verbreitet, worauf die Gruppe auch richtigerweise hinweist. Es gibt allerdings keinen einzigen erhaltenen Schild mit der Darstellung.
Für die Standarte der Gruppe wurde neben den programmatischen Farben Schwarz, Weiß und Rot ebenfalls ein Hakenkreuz verwendet. Die Gruppe selbst weist auf Hakenkreuze hin, die etwa auf Phalerae und Riemenverteiler eines Pferdegeschirrs bei einem Alemannengrab in Niederstotzingen belegt sind. Die Kreuzdarstellungen bei diesen Geschirren stammen aus dem 8. Jahrhundert. Bei dem Geschirr selbst sind nur wenige Hakenkreuze zu finden, die meisten Motive sind am klassischen Kreuz und dabei vermutlich christlich orientiert. Die Standarte von Ulfhendar enthält Banghard zufolge Elemente aus der Schwertscheide von Gutenstein, wo das christliche Kreuz durch eine figürliche Darstellung überdeckt wird. Im Gegensatz zum Niederstotzinger Tierwirbel wurden dessen Füßchen bei dem Hakenkreuz auf der Ulfhednar-Standarte weggelassen.
Insgesamt wird kritisiert, dass die Darstellungen und Symbolik der Gruppe näher an NS-Symbolik und Auslegungen als am archäologischen Befund und nachkriegszeitlichen Interpretation orientiert sind.